# Uçurum (serie televisiva)
Uçurum (lett. "La scogliera") è una serie televisiva turca prodotta nel 2012 da Süreç Film. Interpreti principali sono Lavinia Longhi, Mehmet Ali Nuroğlu, Funda Eryiğit, Erdal Yıldız, Esra Ronabar, Denise Capezza, Selçuk Yöntem e Birkan Sokullu.
La serie si compone di 2 stagioni, per un totale di 24 episodi (18 per la prima stagione e 6 per la seconda), della durata di 90 minuti ciascuno.
In patria la serie fu trasmessa in prima visione dall'emittente ATV: la prima stagione fu in onda dal 21 febbraio al 19 giugno, mentre la seconda stagione dal 22 settembre al 7 novembre 2012.
La serie fu distribuita in 13 Paesi.

## Trama
Dopo la laurea in medicina, Eva Matei, una giovane moldava, riceve una vantaggiosa offerta di lavoro che prevede il suo trasferimento ad Istanbul. Si trova però a dover fronteggiare la pericolosa banda di criminali dedita allo sfruttamento della prostituzione e a capo della quale c'è Yaman Çetin, banda che ha rapito la sorella Felicia giunta nella metropoli turca assieme a lei.

## Episodi
| Stagione         | Puntate | Prima TV Turchia | Prima TV Italia |
| ---------------- | ------- | ---------------- | --------------- |
| Prima stagione   | 18      | 2012             | inedita         |
| Seconda stagione | 6       | 2012             | inedita         |